# Гринбак (Тенеси)
Гринбак (енгл. Greenback) град је у америчкој савезној држави Тенеси.

## Демографија
По попису из 2010. године број становника је 1.064, што је 110 (11,5%) становника више него 2000. године.
| Група             | 2000.       | 2010.         |
| Белци             | 927 (97,2%) | 1.021 (96,0%) |
| Афроамериканци    | 9 (0,9%)    | 4 (0,4%)      |
| Азијати           | 0 (0,0%)    | 4 (0,4%)      |
| Хиспаноамериканци | 9 (0,9%)    | 28 (2,6%)     |
| Укупно            | 954         | 1.064         |